# Комарово (Любитинський район)
Комарово (рос. Комарово) — село у Любитинському районі Новгородської області Російської Федерації.
Населення становить 156 осіб. Належить до муніципального утворення Любитинське сільське поселення.

## Історія
До 1927 року населений пункт перебував у складі Новгородської губернії. У 1927-1944 роках перебував у складі Ленінградської області.
Орган місцевого самоврядування від 2010 року — Любитинське сільське поселення.

## Населення
| 1959 | 1970 | 1979 | 1989 | 2010 |
| ---- | ---- | ---- | ---- | ---- |
| 1058 | ↘591 | ↘502 | ↘365 | ↘156 |